# MrBeast
MrBeast (anglès: Jimmy Donaldson)  (Wichita, 7 de maig de 1998) àlies de Jimmy Beast, és un YouTuber estatunidenc que destaca per les seves costoses excentricitats i la seva filantropia. Se li ha atribuït ser pioner en un gènere de vídeos de YouTube que se centren en reptes costosos. També és co-creador de Team Trees, una recaptació de fons per a la Fundació Arbor Day, que ha recaptat més de 23 milions de dòlars.

## Carrera

### Història
Donaldson va començar a publicar vídeos a YouTube el 2011, als 13 anys, sota el nom d'usuari "MrBeast6000"; el seu primer contingut anava des de Let's Plays fins a "vídeos calculant la riquesa d'altres YouTubers". Tanmateix, els seus vídeos van romandre en una relativa foscor (amb una mitjana d'unes mil visualitzacions cadascun) fins al llançament del seu vídeo de "comptant fins a 100.000" el 2017, que va obtenir desenes de milers de visualitzacions en pocs dies. A Abril 2024, Donaldson té més de 248 milions de subscriptors a YouTube. Està gestionat per la companyia de gestió de talents Night Media, amb seu a Dallas.

### Contingut i estil
Els vídeos de Donaldson solen incloure "trucs que criden l'atenció". Sovint graba vídeos on dona una gran quantitat de diners a particulars, molts d'aquests patrocinats (tot i que en el passat ho ha fet sense patrocinadors).
El gener de 2017, Donaldson va publicar un vídeo de gairebé un dia de duració en el qual comptava fins a 100.000. Va tardar 40 hores, accelerant algunes parts per "mantenir el vídeo en menys de 24 hores". El mes següent va penjar un vídeo posterior titulat "Comptar fins a 200.000 (camí cap a un milió)", tot i que, segons Donaldson, també es va haver de accelerar perquè les cinquanta-cinc hores completes de recompte van superar el límit de càrrega de YouTube. A més, Donaldson ha intentat trencar vidre amb cent megàfons, ha vist com s’assecava la pintura durant una hora, ha intentat romandre sota l'aigua 24 hores (però fracassà a causa de problemes de salut) i ha intentat sense èxit fer girar una baldufa de mà durant un dia, tot i que les imatges han desaparegut. El març de 2019, va organitzar i filmar una competició real de batalla real a Los Angeles amb un premi de 200.000 dòlars (es van jugar 2 jocs, obtenint guanys de 100.000 dòlars per joc) en col·laboració amb Apex Legends. L'esdeveniment i el premi van comptar amb el patrocini de l'editorial Electronic Arts, desenvolupadora d'Apex Legends.
Un vídeo típic consisteix en el fet que Donaldson regala grans sumes de diners, com ara donar articles per valor de 100.000 dòlars a refugis per a persones sense llar el desembre de 2018, donar 32.000 dòlars al Programa de guerrers ferits de l'exèrcit de veterans, 70.000 dòlars al Saint Jude Children's Research Hospital i 10.000 dòlars a un refugi d'animals local de Los Angeles. Els seus costosos vídeos de YouTube estan finançats i patrocinats principalment per l'empresa de cupons Honey. Durant PewDiePie vs T-Series, una competició per convertir -se en el canal més subscrit de YouTube, Donaldson va comprar cartelleres, nombrosos anuncis i anuncis de ràdio per ajudar PewDiePie a obtenir més subscriptors que T-Series; Al Super Bowl LIII, va comprar diversos seients per a ell i per al seu equip, les samarretes del qual es deien "Sub 2 PewDiePie".

### Team Trees
El 25 d'octubre de 2019 a les 19:00 UTC, Donaldson i l'exenginyer de la NASA i youtuber Mark Rober organitzaren un esdeveniment col·laboratiu amb el repte de recaptació de fons a YouTube anomenat #TeamTrees. L'objectiu d'aquest projecte era recaptar 20 milions de dòlars per a la Fundació Arbor Day abans de l'1 de gener de 2020 i plantar els arbres "com a màxim fins al desembre de 2022". A canvi, l'organització plantaria un arbre per cada dòlar recaptat. Cada donació es destina a la Fundació Arbor Day, que es compromet a plantar un arbre per cada dòlar. YouTubers notables com Rhett & Link, Marshmello, iJustine, Marques Brownlee, Slo Mo Guys, Ninja, Simone Giertz, Jacksepticeye, i Smarter Every Day van participar en l'esdeveniment. Els arbres es van començar a plantar a l'octubre del 2019 als parcs nacionals dels Estats Units. A les 24 hores del projecte de 67 dies, s’havien donat prop de 4 milions de dòlars. El 19 de desembre d'aquell any es va superar l'objectiu de 20.000.000 de dòlars. I a partir del 27 de maig de 2020, el projecte va assolir els 22 milions de dòlars. El projecte també ha rebut grans donacions de directius corporatius Jack Dorsey, Susan Wojcicki, Elon Musk, i Tobias Lütke.

## Vida personal
Donaldson va néixer el 7 de maig de 1998. Resideix a Raleigh, Carolina del Nord, i es va graduar a la Greenville Christian Academy el 2016. Segons Newsweek, Donaldson va abandonar la universitat per seguir una carrera a temps complet com a YouTuber. Té un germà gran anomenat CJ Donaldson, propietari d'un canal anomenat "MrBro". Donaldson pateix la malaltia de Crohn, una afecció inflamatòria intestinal. Té una relació amb la streamer sud-africana Thea Booysen.

## Premis i nominacions
L'any 2019 va ser nominat en tres categories a la novena edició dels Streamy Awards: creador de l'any, repartiment conjunt i creador innovador. Va sortir guanyador en aquesta última categoria.
L'any 2020 va ser guanyador de la nominació Youtuber de l'any en la 12a edició dels Shorty Awards, celebrats anualment. Així mateix, també va guanyar totes les categories en les quals va ser nominat a la desena edició dels Streamy Awards: Creador de l'any, especial den vídeo en directe, bé social: creador i bé social: sense ànim de lucre.